# Alcohol sinapílico
Alcohol sinapílico con fórmula química C11H14O4, es un compuesto orgánico derivado del ácido cinámico. Este fitoquímico es uno de los monolignoles. Se biosintetiza a través del fenilpropanoides vía bioquímica, su precursor inmediato es sinapaldehyde. Alcohol sinapílico es un precursor de la lignina o lignanos . También es un precursor biosintético de diversos estilbenoides y cumarinas .  